# جان سکویل
جان سَـکویل (انگلیسی: John Sackville) بازیگر اهل انگلستان است.
از فیلم‌ها یا برنامه‌های تلویزیونی که وی در آن نقش داشته‌است، می‌توان به تاج، شهر گمشده زی، بدرفتاری، قرنطینه و نابغه اشاره کرد.